# 幽奇族
幽奇族是一支居住於馬來西亞砂拉越地區的原住民族，早期被視為加里曼丹族的一支。他們在叢林中行游牧與採集生活。由於族群之間的戰爭與通婚，據1981年統計，族群人口只餘120人，但仍可能有不明數目的族人生活於國家權力難以企及的叢林深處。